# 永井一郎の起きたら土曜日 今朝も元気だ!ラジオがうまい
永井一郎の起きたら土曜日 今朝も元気だ!ラジオがうまい（ながいいちろうのおきたらどようびけさもげんきだらじおがうまい）は、かつてニッポン放送の土曜日朝の時間帯で放送されていたラジオ番組。パーソナリティは声優の永井一郎。放送期間は1983年6月4日から1984年3月31日まで。

## 放送時間
- 毎週土曜日　5:00 - 8:00

## 出演者
- パーソナリティ:永井一郎
- アシスタント:堂尾弘子

## 内包番組

### 1983年6月 -
5時00分 - 6時00分
- ニュース・天気予報
- スポーツ情報
- お早よう茶店
- 朝刊ひろい読み
- おれたち日の出族

6時00分 - 7時00分
- ニュース・天気予報
- お早ようミュージックポスト
- サンスポつり情報
- 心の灯
- 朝の交差点
- 永井一郎の歌の旅

7時00分 - 8時00分
- ニュース
- お出かけ情報
- けさの焦点
- 朝の発言
- 永井一郎のよもやまレポート
- 交通情報
- 永井一郎のなるほど・ザ・サイエンス

### 1983年10月 -
5時00分 - 6時00分
- ニュース・天気予報
- スポーツ情報
- お早よう茶店
- おれたち日の出族

6時00分 - 7時00分
- ニュース・天気予報
- お早ようミュージックポスト
- サンスポレジャー情報
- 心の灯
- 朝の交差点
- 永井一郎の歌の旅

7時00分 - 8時00分
- ニュース
- お出かけ情報
- けさの焦点
- 朝の発言
- 永井一郎のよもやまレポート
- 交通情報
- 永井一郎のなるほど・ザ・サイエンス